# Anna Shackley
Anna Shackley, née le 17 mai 2001 à Milngavie, est une coureuse cycliste écossaise.

## Biographie
Anna Shackley commence le cyclisme à l'âge de six ans et à partir de cet âge, elle participe à de nombreuses courses dans tous les groupes d'âge. Son club durant son enfance porte le nom des Glasgow Riderz. En 2017, elle est acceptée dans le « Scottish Cycling Junior Development Programme », un programme pour les jeunes cyclistes écossais. Elle s'entraine alors sur route et sur piste. Elle obtient de bons résultats sur les courses locales au Royaume-Uni et devient notamment championne d'Écosse sur route juniors (moins de 19 ans). En 2019, elle termine troisième du Watersley Ladies Tour, treizième du Tour d'Écosse et prend la douzième place du championnat du monde sur route juniors dans le Yorkshire. Fin 2019, elle rejoint la « Great Britain Cycling Team Senior Academy » à Manchester. En 2020, elle est championne de Grande-Bretagne de poursuite par équipes et course aux points pour sa première année chez les élites.
En juillet 2020, Anna Shackley, entraînée par Emma Trott (soeur de Laura Kenny), signe un contrat pour 2021 avec SD Worx, l'équipe numéro 1 mondiale sur route. Le directeur sportif Danny Stam qui l'a recruté, ne l'a pas vu courir une seule fois en raison de la pandémie de Covid-19, mais s'est montré impressionné par ses données de performances à l'entraînement. En juin 2021, elle est sélectionnée pour les Jeux olympiques de Tokyo, où elle abandonne la course en ligne et termine 18e du contre-la-montre. En octobre, elle devient Championne de Grande-Bretagne du contre-la-montre espoirs. 
Lors de la saison 2022, elle se classe notamment cinquiàme du championnat du monde sur route espoirs, septième du Ceratizit Challenge by La Vuelta et dixième du Tour de Romandie.
En 2023, elle commence son année en terminant quatrième du Tour des Émirats arabes unis. Lors des mondiaux à domicile, à Glasgow, elle est médaillée de bronze du championnat du monde sur route espoirs. Elle se montre ensuite à son avantage sur le premier Tour de l'Avenir féminin, où elle termine deuxième du général à plus de deux minutes de Shirin van Anrooij. Elle est ensuite septième du Tour de Romandie et vice-championne d'Europe sur route espoirs juste derrière Ilse Pluimers.
Elle met un terme à sa carrière le 16 avril 2024 à la suite de la détection d'une arythmie cardiaque lors de tests,.

## Palmarès sur route
- 2019
  - 3e du Watersley Ladies Challenge juniors
  - 3e de Rás na mBan
- 2021
  -  Championne de Grande-Bretagne du contre-la-montre espoirs
  - Rás na mBan
    - Classement général
    - 4e étape

  - 2e du championnat de Grande-Bretagne du contre-la-montre
- 2022
  - 5e du championnat du monde sur route espoirs
  - 7e du Ceratizit Challenge by La Vuelta
  - 10e du Tour de Romandie
- 2023
  - 2e du Tour de l'Avenir
  -  Médaillée d'argent du championnat d'Europe sur route espoirs
  -  Médaillée de bronze du championnat du monde sur route espoirs
  - 4e du Tour des Émirats arabes unis
  - 7e du Tour de Romandie

### Résultats sur les grands tours

#### Tour d'Italie
- 2023 : 13e

### Classements mondiaux
| Année                                 | 2019 | 2020 | 2021 | 2022 | 2023 |
| ------------------------------------- | ---- | ---- | ---- | ---- | ---- |
| Classement UCI                        | 849e | 454e | 87e  | 98e  | 53e  |
| UCI World Tour                        | nc   | nc   | 66e  | 60e  | 51e  |
|                                       |      |      |      |      |      |
| Légende : nc = non classéSource : UCI |      |      |      |      |      |

## Palmarès sur piste

### Championnats nationaux
- 2020
  -  Championne de Grande-Bretagne de poursuite par équipes
  -  Championne de Grande-Bretagne de course aux points